# Peugeot 308
El Peugeot 308 és un cotxe familiar petit produït pel manufacturador francès Peugeot. Va ser presentat el 5 de juny del 2007 i llança el setembre del 2007. El seu malnom en el moment del desenvolupament era "Project T7", i és el primer cotxe de la generació X08 dels models Peugeot. El 308 compta amb una gamma d'opcions de motors de gasolina i dièsel. En març de 2011, el 308 rebut una rentada de cara i es va estrenar al Geneva Motor Show. Una segona generació es va donar a conèixer el 2013.

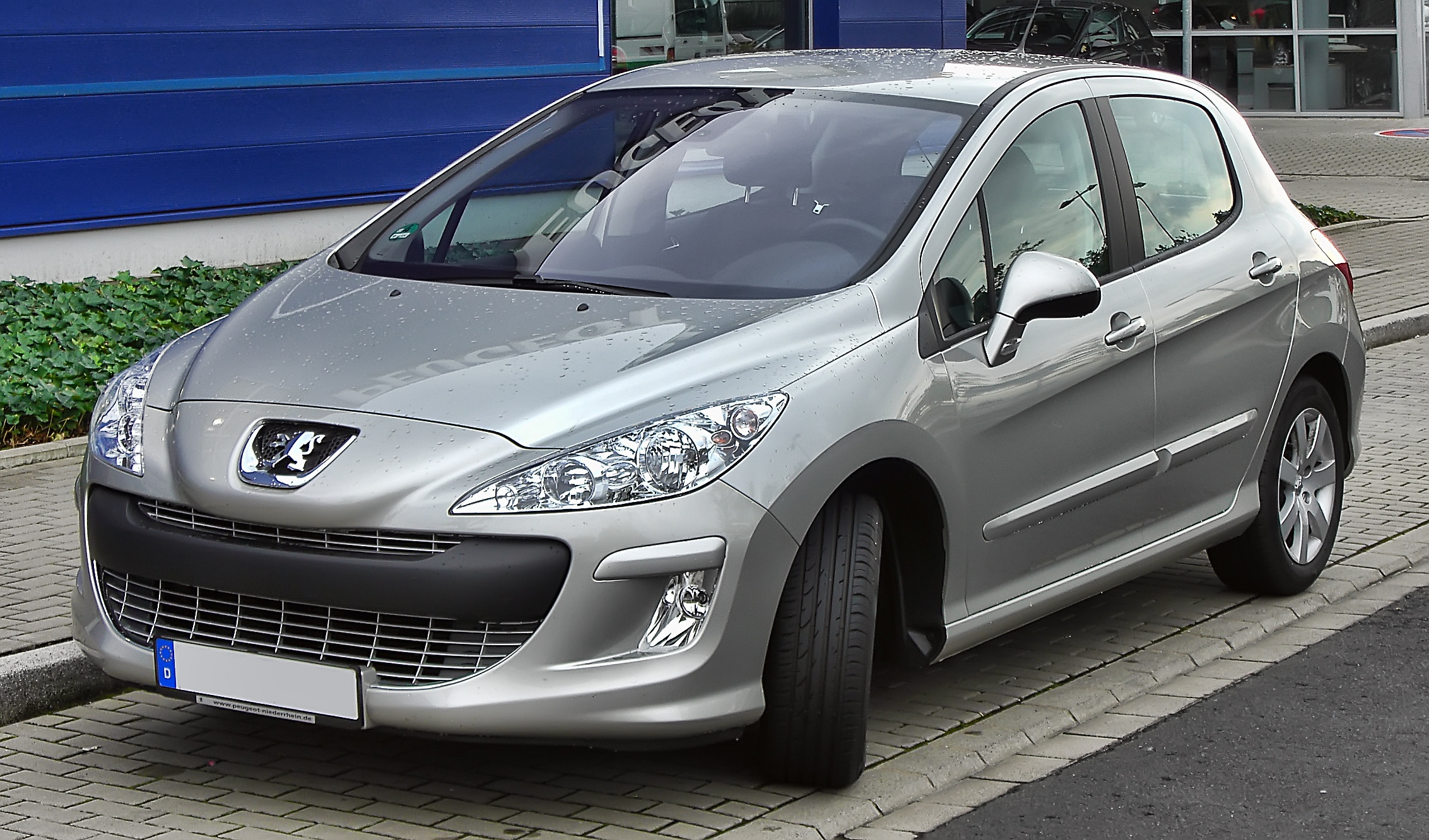
Peugeot 308 I.